# 샤와르마
샤와르마(아랍어: شَاوَرْمَا)는 레반트의 회전구이 고기 요리이다. 오스만 제국의 세로 회전구이가 기원인 음식으로, 아랍권 전역에서 즐겨 먹는다. 아랍에미리트의 국민 음식 가운데 하나로 여겨진다.

## 이름
아랍어 "샤와르마(شَاوَرْمَا)"의 어원은 "돌다, 회전하다"라는 뜻의 오스만어 동사 "체비르메크(چویرمك)"의 형용사·명사 형태인 "체비르메(چویرمه)"이다. 회전구이 형식으로 익히기 때문에 이런 이름이 붙었다.

## 만들기
흔히 닭고기, 쇠고기, 양고기를 사용한다. 쿠민가루, 카다멈가루, 계핏가루, 강황가루, 파프리카가루 등 향신료에 고기를 재워 두었다가 60cm 정도 되는 길다란 꼬치에 꽂아서 세로로 회전시키며 굽는다. 바하라트 등 배합 향신료를 쓰기도 한다. 닭고기 샤와르마의 경우 흔히 툼이라 불리는 마늘 소스를 곁들여 내며, 쇠고기 샤와르마의 경우 타라토르라 불리는 타히니 소스를 곁들여 낸다.

## 사진

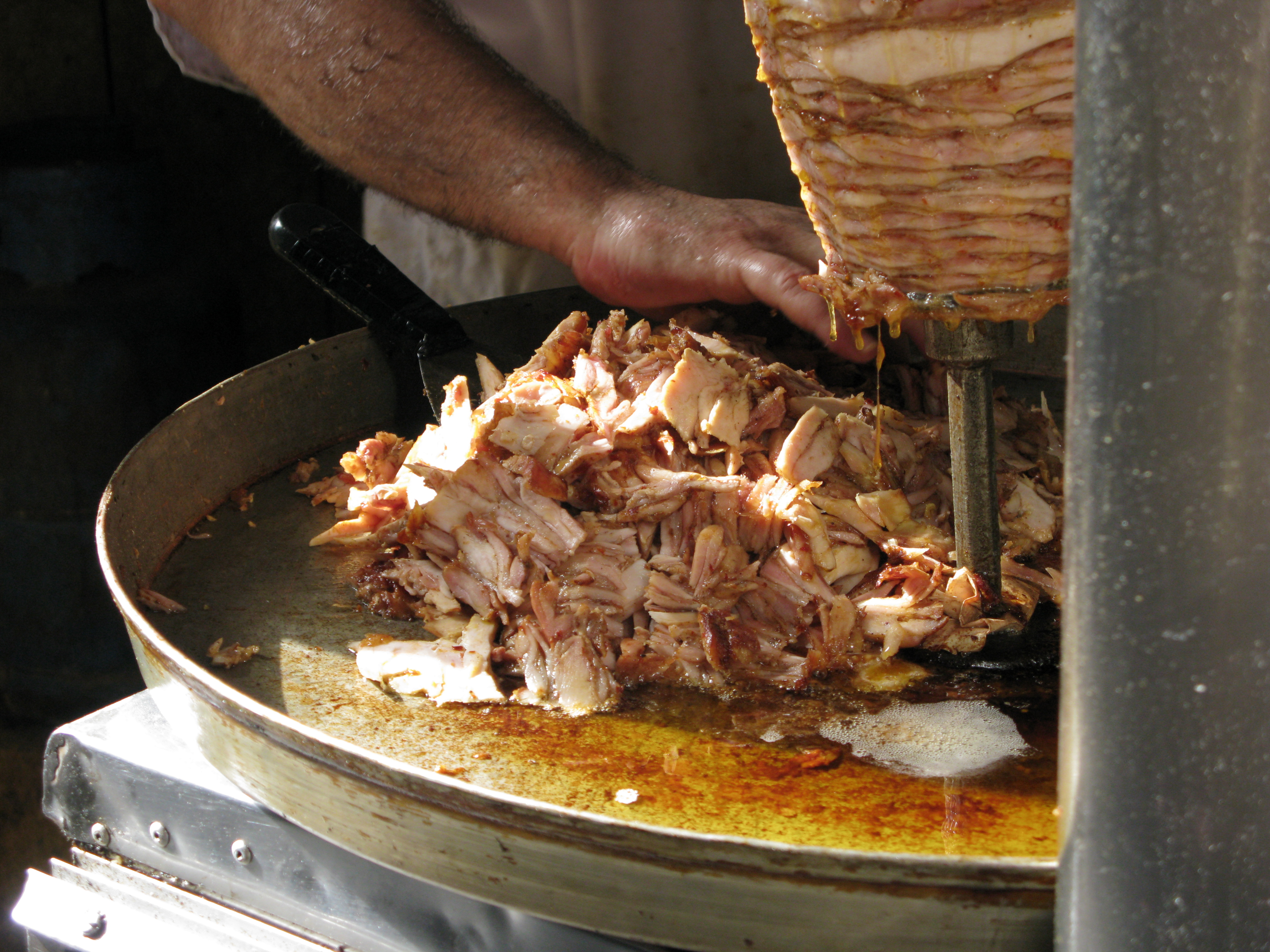
샤와르마를 써는 모습
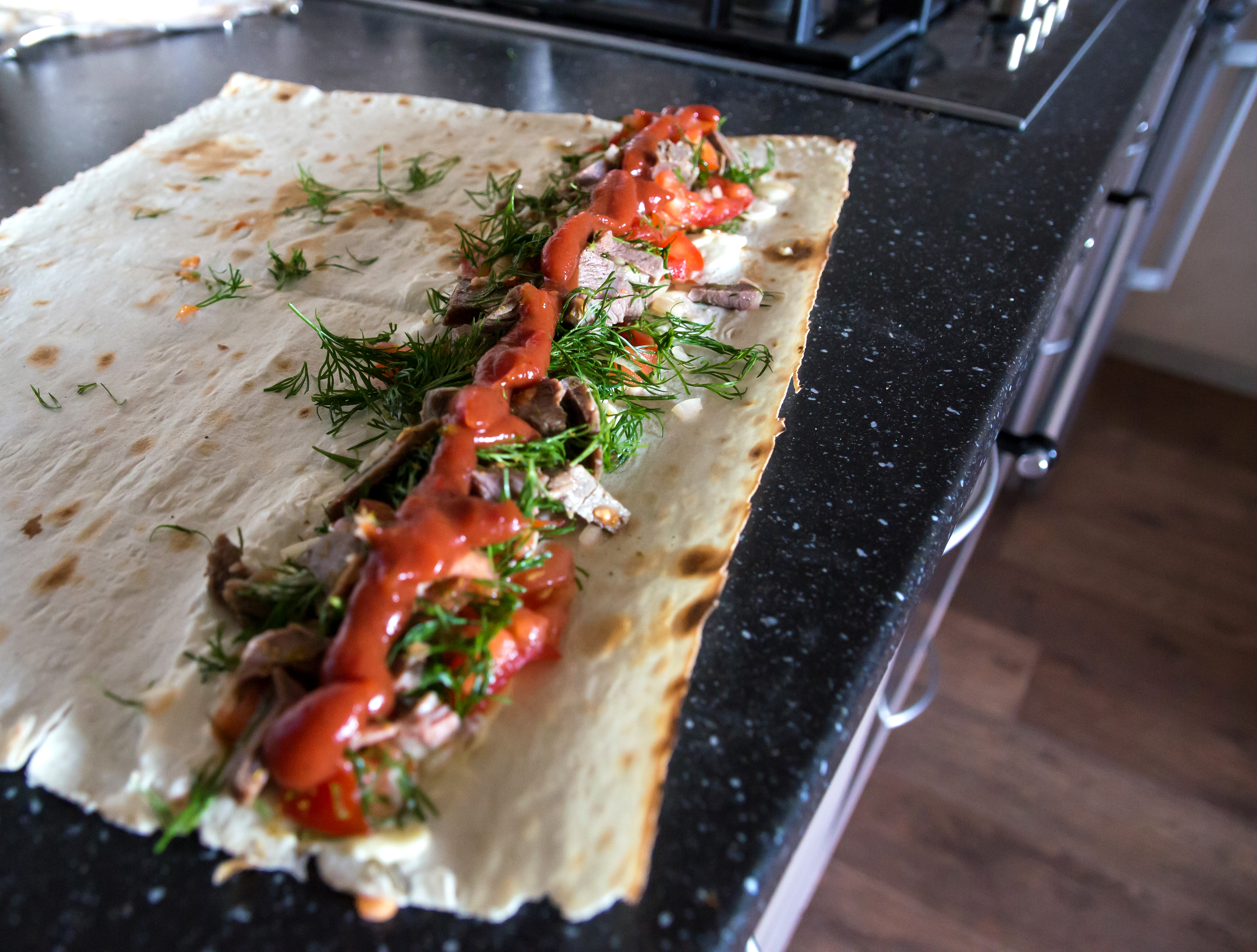
샤와르마
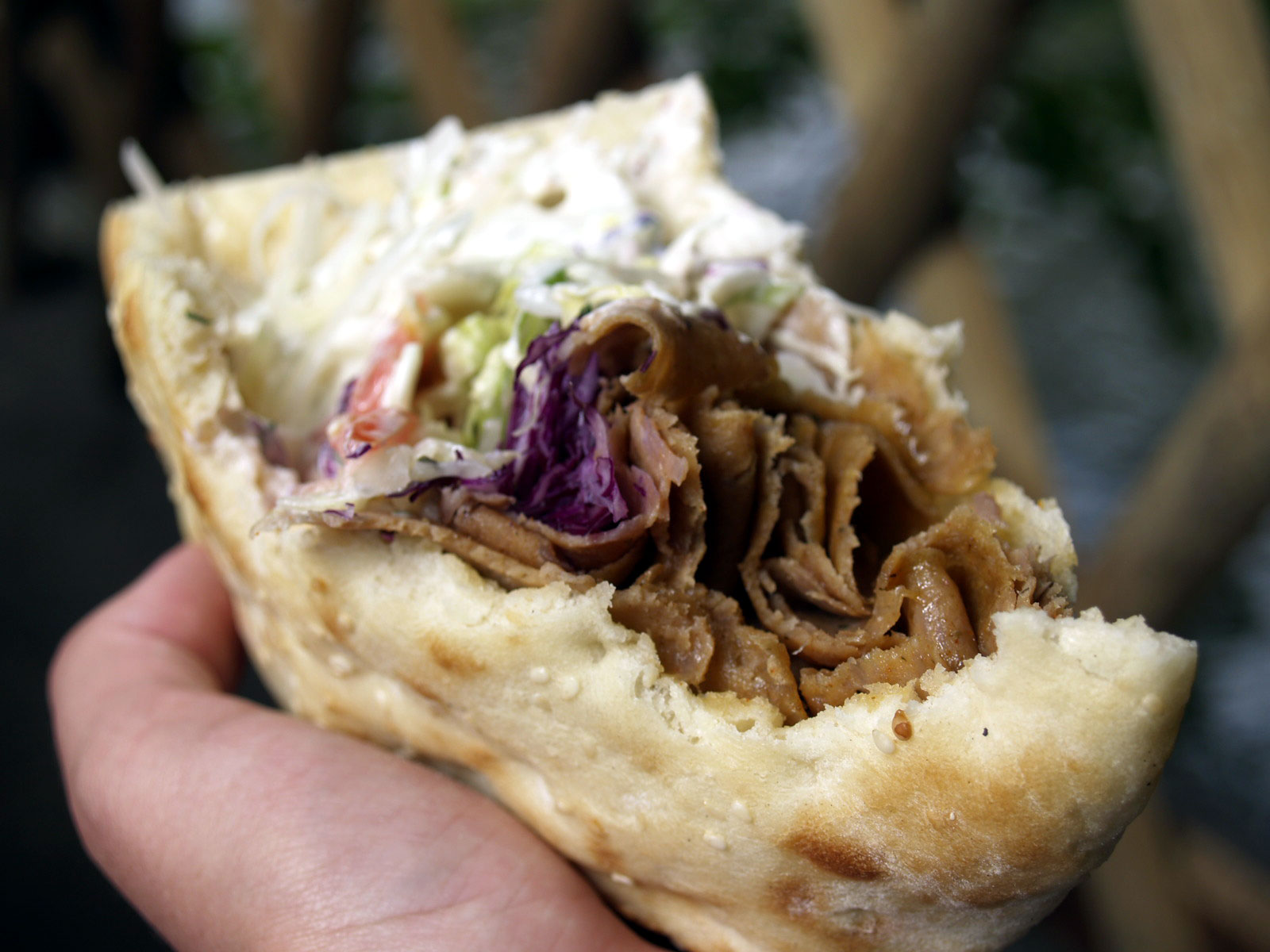
샤와르마 랩

## 같이 보기
- 기로스
- 되네르
- 타코 알 파스토르